# Stockholm Open 2015
Stockholm Open 2015 — тенісний турнір, що проходив на кортах з твердим покриттям у місті Стокгольм, Швеція з 19 жовтня. Належав до категорії ATP World Tour 250.

## Фінальна частина

### Одиночний розряд
Томаш Бердих —  Джек Сок 7–6(7–1), 6–2

### Парний розряд
Ніколас Монро /  Джек Сок —  Мате Павич /  Майкл Вінус 7–5, 6–2